# Littorina mespillum
Littorina mespillum är en snäckart som först beskrevs av Muhlfeld 1824.  Littorina mespillum ingår i släktet Littorina och familjen strandsnäckor.

## Underarter
Arten delas in i följande underarter:
- L. m. mespillum
- L. m. minima